# Mimosybra latefasciata
Mimosybra latefasciata es una especie de escarabajo del género Mimosybra, familia Cerambycidae. Fue descrita científicamente por Breuning en 1963.
Se distribuye por Laos. Posee una longitud corporal de 10-12 milímetros. El período de vuelo de esta especie ocurre en los meses de febrero, marzo y abril. La dieta de Mimosybra latefasciata se compone de plantas de la familia Caesalpinioideae.